# Prototype 2
Prototype 2 ist ein Computerspiel, das von Radical Entertainment für die Xbox 360, die PlayStation 3 und Windows entwickelt wurde. Es ist der Nachfolger des Spiels Prototype, welches in Deutschland nie erschien und indiziert wurde. Prototype 2 erschien in Deutschland nur stark geschnitten, die europäische und UK-Version wurden indiziert.

## Handlung
Der Spieler übernimmt die Kontrolle über Sergeant James Heller, welcher Alex Mercer, dem Protagonisten aus Prototype, die Schuld am Tod seiner Familie gibt. Er war während der Ereignisse des ersten Teils im Irak stationiert, in dieser Zeit wurde seine Familie von mit dem Mercer-Virus infizierten Leuten in New York City getötet. Als Heller nach New York zurückkehrt, ist der Kampf zwischen den Infizierten und den Soldaten immer noch im vollen Gange. Heller lässt sich in die Rote Zone eskortieren und wird kurz nach Beginn des Spiels getötet. Da Alex Mercer aber Potential in ihm sieht, belebt er ihn wieder, indem er Heller ebenfalls mit dem Virus infiziert. Auf diese Weise erhält der Spieler auch einen Teil von Mercers besonderen Fähigkeiten, weitere können im späteren Spielverlauf freigeschaltet werden.

## Spielprinzip
Bei Prototype 2 handelt es sich um einen Open-World-Titel. Es gibt einen Handlungsstrang, dem der Spieler jederzeit beliebig folgen kann, er kann sich aber auch entscheiden eine der in der Stadt verteilten Herausforderungen anzunehmen und die Story eine Zeit lang zu ignorieren.

## Veränderungen der deutschen Versionen
Aufgrund der massiven Gewaltdarstellungen wurde die deutsche Version trotz USK18-Freigabe stark gekürzt. Es wurden folgende Änderungen vorgenommen:
- Zerteilung von Menschen nicht möglich
- Entfernung mehrerer Animationen
- Zensur in einer Zwischensequenz: Entfernung eines umherfliegenden Unterleibs
- Zivilisten können nicht anvisiert werden

## Rezeption
Prototype 2 sei kein Vergleich zu dichten Open-World-Erlebnissen wie Grand Theft Auto IV und seinem erinnerungswürdigen Protagonisten. Es gehe ausschließlich um Action, die jedoch gut umgesetzt sei. Das Spiel habe praktisch keinen Leerlauf. Die Belohnungen seien motivierend. Es handele sich um ein hervorragendes, erwachsenes, blutiges Actionspiel. Die Missionen seien uninspiriert und größtenteils ähnlich aufgebaut. Das Gameplay sei lediglich eine Verfeinerung des schwachen Vorgängers. Die Action sei einfach aber schnell. Die offene Spielwelt setze dem Spieler kaum Grenzen. Erst in der roten Zone nach mehreren Stunden Spielzeit entfache das Spiel ein völlig offen und chaotisches Spielprinzip. Ein echter Online-Multiplayer fehle. Für die Zeit nach der Kampagne böte das Radnet jedoch weitere kostenlose Aufträge mit einem Leaderboard. Die Texturen wiederholen sich oft. Die bedrückende Katastrophen- und Endzeitstimmung erinnere an Dawn of the Dead oder 28 Days Later. Die Portierung der Konsolen-Steuerung auf Maus und Tastatur sei vorbildlich gelungen. Gegner, die die Sicht versperren werden ausgeblendet was der Übersicht zugute komme. Es mangele jedoch an Abwechslung. Ein vernünftige Hintergrundgeschichte fehle ebenfalls.